# Pongaí (ort)
Pongaí är en ort i Brasilien.   Den ligger i kommunen Pongaí och delstaten São Paulo, i den södra delen av landet, 700 km söder om huvudstaden Brasília. Pongaí ligger 416 meter över havet och antalet invånare är 3 479.
Terrängen runt Pongaí är huvudsakligen platt. Pongaí ligger nere i en dal. Runt Pongaí är det ganska glesbefolkat, med 21 invånare per kvadratkilometer.. Närmaste större samhälle är Balbinos, 18,2 km söder om Pongaí.
Trakten runt Pongaí består i huvudsak av gräsmarker.